# Liste der nepalesischen Botschafter in Finnland
Die Liste der nepalesischen Botschafter in Finnland listet alle offiziellen Botschafter der Parlamentarischen Republik Nepal für die Republik Finnland für die Zeit von 1975 bis heute (2011). Bis zum Jahr 2006 saß die Vertretung in London und seit 2008 befindet sie sich in Kopenhagen in Dänemark.

## Liste
| Ernennung Akkreditierung | Name                      | Bemerkungen      | ernannt von            | akkreditiert während der Regierung von | Posten verlassen |
| ------------------------ | ------------------------- | ---------------- | ---------------------- | -------------------------------------- | ---------------- |
| 1975                     | Kiran Shumshere J.B. Rana | Sitz: London     | Tulsi Giri             | Urho Kekkonen                          | 1977             |
| 1980                     | Jharendra N. Singha       | Sitz: London     | Surya Bahadur Thapa    | Urho Kekkonen                          | 1983             |
| 1984                     | Ishwari Raj Pandey        | Sitz: London     | Lokendra Bahadur Chand | Mauno Koivisto                         | 1987             |
| 1988                     | Bharat Kesher Simha       | Sitz: London     | Nagendra Prasad Rijal  | Mauno Koivisto                         | 1992             |
| 1993                     | Surya Prasad Shrestha     | Sitz: London     | Girija Prasad Koirala  | Mauno Koivisto                         | 1996             |
| 1997                     | Singha B. Basnyat         | Sitz: London     | Lokendra Bahadur Chand | Martti Ahtisaari                       | 2003             |
| 2003                     | Prabal S.J.B. Rana        | Sitz: London     | Surya Bahadur Thapa    | Tarja Halonen                          | 2006             |
| 2008                     | Vijay Kant Karna          | Sitz: Kopenhagen | Pushpa Kamal Dahal     | Tarja Halonen                          |                  |